# Villalbilla
Villalbilla es un municipio y localidad española de la Comunidad de Madrid, próxima a la ciudad de Alcalá de Henares. Incluye la pedanía de Los Hueros y las urbanizaciones de Peñas Albas, Zulema, El Viso, El Gurugú y El Robledal. Cuenta con una población de 18 000 habitantes (INE 2024).

## Geografía
Municipio situado en la comarca de la Alcarria de Alcalá, limita por el norte con Alcalá de Henares y Anchuelo y con el sur con Corpa, Valverde de Alcalá y Torres de la Alameda. El territorio está dominado por el cerro del Viso, el Alto de la Muela y la Dehesa de los Hueros.
El municipio consta de dos núcleos de población: Villalbilla y Los Hueros. Villalbilla como núcleo poblacional se compone del propio pueblo y las urbanizaciones de El Robledal y Valdeláguila que en conjunto tienen una población de cerca de 6000 personas. Por otra parte, el núcleo de Los Hueros se compone del propio pueblo de Los Hueros y las urbanizaciones de El Gurugú, El Viso, Peñas Albas y Zulema con una población de cerca de más de 12 000 personas. El casco histórico del pueblo se encuentra a 38 km de Madrid y el pueblo de Los Hueros a unos 35 km. 
En el límite norte del municipio se encuentra una pronunciada cuesta hacia el río Henares, esto es lo que se conoce como El Gurugú.
En el municipio se encuentran los arroyos Anchuelo y Retuenga. Estos dos arroyos son los que le dan tanto a la bandera como el escudo las dos franjas azules onduladas que simulan estos dos arroyos.

## Historia
Aunque la zona debió de tener algo de población durante tiempo romano, lo más probable es que el primer asentamiento que dio lugar al pueblo actual se remonte al siglo XII, siglo en el que se le concede el Fuero Viejo a Alcalá. Pero no podemos hablar de Villalbilla como título de Villa, privilegio firmado por la princesa Juana, lo que la separa de la jurisdicción de Alcalá. En los últimos años del siglo XX se construyeron varias urbanizaciones, donde reside actualmente la mayoría de la población.

## Demografía
Cuenta con una población de 18 000 habitantes (INE 2024).
| Gráfica de evolución demográfica de Villalbilla entre 1842 y 2021 |
| |
| Población de derecho según los censos de población del INE Población de hecho según los censos de población del INEEn estos censos se denominaba Villalvilla: 1842 y 1857 Entre el censo de 1887 y el anterior, crece el término del municipio porque incorpora a 511 Los Hueros |

## Transporte
Las carreteras que discurren por el término municipal son la carretera M-204 que comunica el casco histórico con la carretera M-300 en la urbanización de El Gurugú por un lado y con Valverde de Alcalá por el otro, la carretera M-220 que discurre por el centro de Los Hueros conectando la M-300 con Torres de la Alameda, la carretera M-233 que comunica el núcleo del pueblo con Corpa, la carretera M-213 que conecta la carretera M-300 a la altura de El Gurugú con Anchuelo, y la carretera M-300 que conecta Las urbanizaciones de El Viso, Peñas Albas, Zulema, El Gurugú y Los Hueros con Alcalá de Henares por un lado y con Loeches por el otro.
El municipio pertenece a la zona C1 del Consorcio Regional de Transportes en materia de transporte público y posee 7 líneas de autobuses interurbanos que comunican los diferentes núcleos de población del municipio con Alcalá de Henares. Estas líneas son:
| Línea | Recorrido                                                       |
| ----- | --------------------------------------------------------------- |
| 231   | Alcalá de Henares - urbanización Zulema - El Viso               |
| 232   | Alcalá de Henares – Torres de la Alameda                        |
| 260   | Alcalá de Henares - Orusco de Tajuña                            |
| 271   | Alcalá de Henares - Pezuela - Pioz                              |
| 272   | Alcalá de Henares - Villalbilla                                 |
| 275   | Alcalá de Henares - Los Santos de la Humosa - Alcalá de Henares |
| 320   | Arganda del Rey - Alcalá de Henares                             |
| N200  | Alcalá de Henares - Villalbilla - Alcalá de Henares             |

## Administración y política
El municipio se encuentra administrado por el Ayuntamiento de Villalbilla. El alcalde es José Luis Luque y el Pleno se conforma de 9 concejales de la Plataforma Independiente Municipal (PIM), 5 concejales del PP, 2 concejales de Vox y 1 concejal del PSOE.

## Servicios

### Educación
En Villalbilla hay 5 guarderías (2 públicas y 3 privadas), 3 colegios públicos de educación infantil y primaria, 2 colegios privados con concierto 2 institutos de enseñanza secundaria (público y privado) y un centro público de educación de adultos.

### Sanidad
El municipio pertenece a la zona básica de salud de Torres de la Alameda que se encuentra adscrita al Hospital Universitario Príncipe de Asturias de Alcalá de Henares. Existen 3 centros de salud: consultorio médico de Villalbilla, consultorio médico de Los Hueros y consultorio médico de Zulema.
También existen 3 farmacias: una se encuentra en el pueblo y las otras dos en El Viso y en Los Hueros.

### Mayores
En Villalbilla hay 3 residencias de mayores y 3 centros de mayores.

### Seguridad
En Villalbilla hay un cuartel de la Guardia Civil ubicado en la urbanización de El Viso y una comisaría de policía local y un centro de Protección Civil en el edificio de Seguridad y Justicia ubicado en el pueblo.

## Cultura

### Patrimonio
El principal monumento es la parroquia de San Miguel de Lillo, conocido en el siglo pasado como San Miguelo de Lillo. Algunas partes de esta iglesia datan del siglo XVI, además en el interior del templo se encuentra la imagen del Santísimo Cristo de la Guía que además de ser el patrón del pueblo tiene gran devoción entre los vecinos de dicha localidad.
Otras construcciones antiguas son un lavadero del siglo XVII, la iglesia de Nuestra Señora de la Asunción en Los Hueros (siglo XVI) y unas piedras miliarias que marcaban el camino real de la Isabela.

### Festejos
En el municipio se celebran 3 festividades patronales propias del municipio:
- Fiestas del Santísimo Cristo de la Guía: 1 al 4 de mayo.
- Fiestas del Corpus Christi: 1 al 6 de junio, en Los Hueros.
- Fiestas de San Miguel: 29 de septiembre al 2 de octubre.

Asimismo, se celebran otras festividades como son Carnaval, Semana Santa, Navidad o la Cabalgata de Reyes Magos.

## Deporte
El municipio cuenta con 5 polideportivos municipales, un campo de golf, un campo de béisbol y un campo de aeromodelismo.
Los polideportivos son centro polideportivo municipal Arroyo del Tesoro y polideportivo municipal El Robledal localizados en la zona del pueblo y centro polideportivo municipal Camino de la Isabela, centro polideportivo municipal Peñas Albas y Centro polideportivo municipal Zulema.